# Aissatou Barry
Pour les articles homonymes, voir Barry.
Aissatou Barry (née le 2 mai 1979) est une ancienne nageuse guinéenne spécialisée dans les épreuves de sprint nage libre.

## Carrière
Barry a concouru pour la Guinée aux 50 m nage libre aux Jeux olympiques d'été de 2000 à Sydney. Elle a reçu un billet de la FINA, dans le cadre d'un programme d'universalité, dans un délai d'inscription de 22 h 00. en a défié sept autres nageurs dans la 4e série, y compris la Kirghize Yekaterina Tochenaya et la double nageuse olympique Yougoslave Duška Radan. En affrontant les adversaires les plus difficiles de la poule, Barry a du mal à garder son rythme et termine à dernière place en 35,79, soit près de huit secondes de plus que la Talía Barrios du Pérou. Barry n'a pas réussi à se qualifier pour les demi-finales, terminant soixante-douzième des séries,,.